# Zero Dark Thirty
Pour plus de détails, voir Fiche technique et Distribution.
Zero Dark Thirty ou Opération avant l'aube au Québec est un film américain réalisé par Kathryn Bigelow et sorti en 2012.
Le film retrace la longue traque d'Oussama ben Laden par la CIA, finalement conclue par sa mort en mai 2011. Le titre du film correspond au code militaire indiquant l'heure du lancement de l'opération Neptune's Spear (« zero dark thirty », soit minuit et demi). C'est également une allusion au fait que la mission, et les dix ans de préparation qui l'ont précédée, ont eu lieu en secret.
Zero Dark Thirty est nommé à cinq Oscars dont celui du meilleur film en 2013.
Le film a été controversé en raison de scènes montrant l'utilisation de techniques de torture. Certains critiques l'ont qualifié de propagande pro-torture étant donné que la technique du waterboarding a mené à la découverte de nouvelles informations s'étant révélées exactes, ce qu'a admis Leon Panetta, le directeur de la CIA au moment final de la traque d'Oussama ben Laden que décrit ce film, contrairement à son successeur par intérim (pendant 4 mois), Michael Morell. D'autres observateurs ont affirmé que Zero Dark Thirty n'est pas pro-torture.

## Synopsis
Le film s’ouvre sur un écran noir accompagné d’enregistrements sonores d’appels désespérés passés le 11 septembre 2001 par des victimes des attentats. Cette introduction sobre mais poignante plonge directement dans le contexte de la guerre contre le terrorisme. Nous sommes ensuite en 2003, dans un site secret de la CIA en Afghanistan ou au Pakistan. Maya, une jeune recrue de la CIA, assiste à son premier interrogatoire dirigé par Dan, un agent expérimenté. Ils interrogent un suspect nommé Ammar, un homme lié aux attentats, en utilisant des techniques d’interrogatoire musclées, y compris la privation de sommeil, la nudité forcée et le waterboarding (simulation de noyade). Maya est d’abord mal à l’aise face à ces méthodes, mais Dan lui explique que c'est ainsi que les renseignements sont obtenus. Après plusieurs séances de torture, Ammar finit par révéler le nom d’un homme clé : Abu Ahmed al-Kuwaiti, un messager personnel d’Oussama Ben Laden. Cependant, cette information est d’abord considérée comme peu fiable, car d’autres détenus donnent des versions contradictoires.
Maya devient obsédée par la piste d'Abu Ahmed al-Kuwaiti, convaincue que suivre ce messager la mènera à Ben Laden. Elle passe des années à examiner des documents de la CIA, à interroger d’autres prisonniers et à croiser les informations sur Abu Ahmed. Cependant, la CIA perd sa trace, et certains analystes pensent même qu’il est peut-être mort. Pendant cette période, Maya travaille au sein d’une petite équipe d’agents de la CIA au Pakistan et en Afghanistan. Son supérieur, Joseph Bradley, ne partage pas son enthousiasme et préfère se concentrer sur d'autres cibles. En 2009, Maya et ses collègues assistent à une réunion avec des agents de la CIA à Camp Chapman, en Afghanistan. Un informateur jordanien, censé fournir des informations cruciales sur Al-Qaïda, se fait exploser dans la base, tuant plusieurs agents. Maya survit car elle n’était pas présente à la rencontre. Cet attentat choque profondément l’équipe et intensifie la pression sur la CIA pour retrouver Ben Laden.
Un tournant majeur se produit lorsque Maya et son collègue Larry interceptent une communication où un individu mentionne Abu Ahmed al-Kuwaiti. Ils réussissent à identifier son vrai nom : Ibrahim Saïd. Grâce à un travail minutieux d’enquête et à la surveillance téléphonique, Maya finit par retrouver la trace d’Abu Ahmed à Abbottabad, au Pakistan. Elle repère une grande maison fortifiée, avec des murs de plus de 5 mètres et aucun accès Internet ou téléphonique. De plus, un homme mystérieux, surnommé "Le Pacha", y vit reclus, ce qui correspond au profil de Ben Laden. Maya est persuadée que c’est la cachette du chef d’Al-Qaïda. Elle tente de convaincre ses supérieurs à Washington, mais le directeur de la CIA, Leon Panetta, et les hauts responsables hésitent, car ils n’ont pas de preuve formelle de la présence de Ben Laden. Maya s’obstine et marque les jours sur la vitre de son bureau, indiquant que la CIA perd un temps précieux à tergiverser. Après des mois de surveillance et de discussions politiques, la Maison Blanche, sous l’administration Obama, décide finalement d’autoriser une opération militaire secrète pour frapper le complexe.
Deux hélicoptères furtifs Black Hawk transportent l’unité d’élite des SEAL Team 6 vers la maison de Ben Laden en pleine nuit. Maya observe l’opération depuis une base de la CIA. L'un des hélicoptères s'écrase accidentellement en raison d'un problème aérodynamique, mais aucun soldat n'est gravement blessé. L’autre hélicoptère se pose correctement et les SEALs entrent dans la maison. Les soldats avancent méthodiquement, éliminant plusieurs hommes armés, notamment les fils et les gardes du corps de Ben Laden. Ils pénètrent ensuite dans une chambre à l'étage où se trouve un homme plus âgé. Après un instant de flottement, ils l’abattent de deux balles dans la tête. Lorsque l’équipe fouille la pièce, ils comprennent qu’ils viennent de tuer Oussama Ben Laden. Les SEALs récupèrent son corps et ses documents personnels, puis quittent le complexe à bord du deuxième hélicoptère, laissant derrière eux l’épave du premier appareil.
De retour sur une base américaine, les agents examinent le corps et Maya confirme qu’il s’agit bien de Ben Laden. Elle reste cependant figée, comme si elle réalisait que toute sa vie avait été dédiée à cette mission et qu’elle ne savait plus quoi faire après cet accomplissement. Dans la scène finale, Maya monte à bord d’un avion militaire vide. Le pilote lui demande où elle souhaite aller, mais elle reste silencieuse, les yeux remplis d’émotion. Le film se termine sur cette note ambiguë, laissant entendre que la fin de cette traque ne signifie pas nécessairement une victoire personnelle pour elle.

## Fiche technique
Sauf indication contraire, les informations mentionnées dans cette section peuvent être confirmées par la base de données cinématographiques IMDb,  présente dans la section « Liens externes ».
- Titre original : Zero Dark Thirty
- Titre québécois : Opération avant l'aube
- Titre provisoire : Kill Ben Laden
- Réalisation : Kathryn Bigelow
- Scénario : Mark Boal
- Casting : Mark Bennett, Richard Hicks, Gail Stevens
- Direction artistique : Ben Collins, Rod McLean
- Décors : Jeremy Hindle
- Costumes : George L. Little (en)
- Son : Paul N.J. Ottosson
- Photographie : Greig Fraser
- Montage : William Goldenberg, Dylan Tichenor
- Musique : Alexandre Desplat
- Production : Kathryn Bigelow, Mark Boal, Megan Ellison
- Sociétés de production : Annapurna Pictures, Columbia Pictures et First Light Production
- Sociétés de distribution : Columbia Pictures, Sony Pictures Home Entertainment, Universal Pictures, Universal Pictures International (UPI)
- Sociétés d'effets spéciaux : Image Engine Design, Arch 9 Films, XY & Z Visual Effects, Territory
- Budget de production : 40 000 000 $
- Pays de production :  États-Unis
- Langues originales : Anglais, arabe
- Format : Couleurs - 1.85:1 - DTS / Dolby Digital / SDDS - 35 mm
- Genre : drame, espionnage, historique, guerre, thriller[4],[5]
- Durée : 157 minutes
- Dates de sortie :
  - États-Unis : 19 décembre 2012 (sortie limitée), 11 janvier 2013 (sortie nationale)
  - France : 23 janvier 2013
- Classifications :
  -  Classification MPAA[6] : R (certificate #47965)[N 1]
  -  Mention CNC[7] : Tous publics avec avertissement lors de sa sortie en salles et déconseillé aux moins de 12 ans à la télévision[N 2], Art et essai (visa d'exploitation no 135377 délivré le 21 janvier 2013)

## Distribution
CIA
- Jessica Chastain (VF : Ingrid Donnadieu ; VQ : Aline Pinsonneault) : Maya, analyste du renseignement[8]
- Jason Clarke (VF : Philippe Valmont ; VQ : François Trudel) : Dan, officier du renseignement
- Jennifer Ehle (VF : Marjorie Frantz ; VQ : Valérie Gagné) : Jessica, analyste senior
- Mark Strong (VF : Éric Herson-Macarel ; VQ : Marc-André Bélanger) : George, superviseur senior[8]
- Kyle Chandler (VF : Julien Meunier) : Joseph Bradley, chef de station à Islamabad
- James Gandolfini (VF : Saïd Amadis) : Leon Panetta, directeur de la CIA
- Harold Perrineau (VF : Daniel Njo Lobé ; VQ : Frédéric Paquet) : Jack, analyste
- Mark Duplass (VF : Fabrice Josso ; VQ : Jean-François Beaupré) : Steve, analyste
- Fredric Lehne : « The Wolf », chef de section
- John Barrowman : Jeremy, cadre
- Jessica Collins : Debbie, analyste
- Édgar Ramírez (VF : Emmanuel Gradi) : Larry, agent du SAD / SOG
- Fares Fares (VF : Omar Yami) : Hakim, agent du SAD / SOG
- Scott Adkins (VF : Nessym Guetat) : John, agent du SAD / SOG
- Jeremy Strong : Thomas, analyste

US Navy
- Joel Edgerton (VF : Adrien Antoine ; VQ : Louis-Philippe Dandenault) : Patrick, leader de l'équipe DEVGRU (SEAL Team 6)
- Chris Pratt (VF : Raphaël Anciaux ; VQ : Philippe Martin) : Justin, agent DEVGRU
- Callan Mulvey (VF : Yann Pichon) : Saber, agent DEVGRU
- Taylor Kinney (VF : Philippe Bozo) : Jared, agent DEVGRU
- Mike Colter : Mike, agent DEVGRU
- Frank Grillo (VF : Nessym Guetat) : l'officier commandant DEVGRU
- Christopher Stanley (en) : Vice-amiral William « Bill » McRaven[N 3]

Autres
- Stephen Dillane (VF : Jérôme Keen) : Thomas E. Donilon, Conseiller à la sécurité nationale
- Mark Valley : le pilote du C-130
- Reda Kateb (VF : lui-même ; VQ : Claude Gagnon) : Ammar al-Baluchi (en)
- Homayoun Ershadi : Hassan Ghul (en)
- Yoav Levi : Abou Faraj al-Libbi
- Ricky Sekhon (en) : Oussama Ben Laden
- Ali Marhyar : interrogateur sur le moniteur

 Source et légende : version française (VF) sur RS Doublage, AlloDoublage et selon le carton du doublage sur le DVD zone 2
 Source et légende : version québécoise (VQ) sur Doublage.qc.ca

## Production

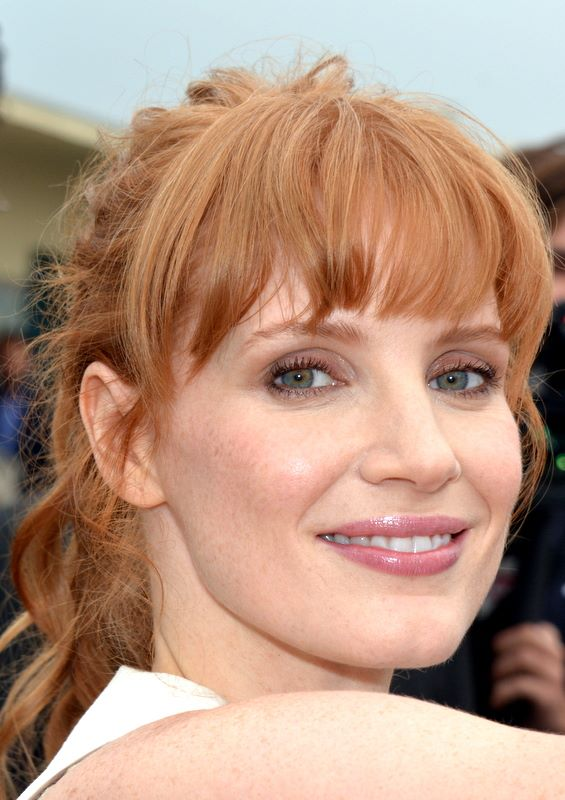
L'actrice principale Jessica Chastain, ici au Festival du cinéma américain de Deauville 2014.

Bigelow et Boal avaient initialement travaillé et préparé un tournage sur la bataille de Tora Bora de décembre 2001, et la longue traque infructueuse pour retrouver Oussama Ben Laden. Ils allaient commencer le tournage lorsque la nouvelle de la mort de Ben Laden fut annoncée.
Ils annulèrent immédiatement le film envisagé, et repartirent de zéro. « Mais une bonne partie du travail effectué pour le premier script et de nombreux contacts pris, furent réutilisés », fit remarquer Boal au cours d'une interview avec Entertainment Weekly. Il ajouta que « Les années passées à discuter avec des intermédiaires militaires et de services secrets impliqués dans le contre-terrorisme furent utiles pour les deux projets. Une partie de mes sources depuis longtemps entretenues fut utile pour ce projet. »

### Choix des interprètes
Pour interpréter Maya, Rooney Mara était le premier choix avant que Jessica Chastain ne soit engagée. Kathryn Bigelow a repéré Jessica Chastain dans Ennemis jurés de Ralph Fiennes, qui a lui aussi travaillé avec Bigelow sur Strange Days.
Tom Hardy devait incarner le personnage finalement interprété par Mark Strong. D'autres acteurs comme Guy Pearce ou Idris Elba étaient sollicités pour participer au film.
L'acteur James Gandolfini a été choisi pour interpréter le rôle de Leon Panetta.
L'acteur anglais Ricky Sekhon (en) a été engagé en secret pour interpréter le rôle de Ben Laden.

## Accueil

### Critiques
En regard du box-office, Zero Dark Thirty a été largement acclamé par la critique. Il obtient 92 % d'avis positifs sur Rotten Tomatoes, sur la base de 265 commentaires collectés, concluant que « Zero Dark Thirty est passionnant et fut brillamment conçu qui dramatise la traque d'Oussama ben Laden avec intelligence et esthétisme. ». Sur Metacritic, il obtient une note favorable de 95/100, sur la base de 46 commentaires collectés, ce qui lui permet d'obtenir le label « Acclamation universelle » et est évalué à 4,1/5 pour 31 critiques de presse sur Allociné.

« Une fiction très documentée. [...] Ce paradoxe, ou ce hiatus, est aussi ce qui rend à notre avis le film absolument fascinant et le place bien au-dessus de l'ordinaire alternative entre propagande va-t-en-guerre et fable pacifiste. »

— Didier Péron, Libération, 22 janvier 2013.

« Superbement documenté, magnifiquement mis en scène et brillamment interprété, Zero Dark Thirty n'est pas qu'une leçon d'histoire. »

— Caroline Vié, 20 minutes, 23 janvier 2013.

« [...] Kathryn Bigelow continue de questionner l'implication de cette guerre contre la terreur. La question en filigrane : la fin justifie-t-elle les moyens ? Ne comptez pas sur Zero Dark Thirty pour vous donner des réponses concrètes. C'est bien là que réside la force du film. »

— Norine Raja, Elle, 23 janvier 2013.

« [...] Un film d'une maîtrise rare, un des meilleurs films de guerre du cinéma moderne.. »

— François Forestier, L'Obs, 1 mars 2014.
Zero Dark Thirty fait également partie de la liste des 10 meilleurs films de l'année 2012 par le New York Times qui dépeint le film comme « un jalon dans l'après-11-Septembre au cinéma ».

### Box-office
| Pays ou région | Box-office      | Date d'arrêt du box-office | Nombre de semaines |
| -------------- | --------------- | -------------------------- | ------------------ |
| États-Unis     | 95 720 716 $    | 31 mars 2013               | 15                 |
| France         | 524 533 entrées | 30 avril 2013              | 14                 |
| Mondial        | 132 820 716 $   | —                          | —                  |

D'abord distribué en exploitation limitée aux États-Unis, Zero Dark Thirty engrange 417 150 $ lors de son premier week-end d'exploitation, soit une moyenne de 83 430 $ sur les cinq salles le distribuant, qui lui permet de prendre la 21e place du box-office. Après trois semaines d'exploitation dans un nombre restreint de salles, ne dépassant pas les 60 salles lors de sa distribution limitée, le film engrange 5 480 807 $ de recettes. Par la suite, Zero Dark Thirty connaît une distribution plus large sur le territoire américain en quatrième semaine et prend la tête du box-office avec 24 438 936 $ de recettes en week-end, pour une moyenne de 8,321 $ sur les 2 937 salles le diffusant et pour un total de 29 919 743 $. Il ne sera jamais distribué au-delà de 2 946 salles et reste dans le top 20 hebdomadaire au cours les huit semaines suivantes, après avoir enregistré un résultat de 94 882 723 $. Il finit son exploitation après être resté quatorze semaines à l'affiche et avoir engrangé 95 720 716 $, ce qui est un succès commercial en comparant le coût de production de 40 millions. À l'international, les recettes atteignent 37 100 000 $, portant le total à 132 820 716 $ au box-office mondial.
En France, Zero Dark Thirty prend la troisième place du box-office la semaine de sa sortie avec 237 214 entrées dans 285 salles, soit une moyenne de 832 entrées par salles. Resté durant quatre semaines dans le top 20 hebdomadaire, en ayant cumulé 477 381 entrées, le long-métrage finit son exploitation à la quatorzième semaine avec un total de 524 533 entrées.

### Controverses
Durant le film, on assiste à deux scènes de torture par l'eau (waterboarding), pratique couverte par George W. Bush,,, appliquée en particulier à Khalid Cheikh Mohammed à 183 reprises, pendant le mois de mars 2003, et ayant donné des informations permettant de localiser la cache de Ben Laden et notamment, parmi celles-ci, le nom d'Abu Ahmed al-Kuwaiti, messager du chef d'Al-Qaida, comme l'a admis Leon Panetta, le directeur de la CIA au moment final de la traque de Ben-Laden, contrairement à son successeur par intérim (pendant 4 mois), Michael Morell, qui a indiqué que « le film crée l'impression que les « techniques d'interrogatoire renforcées » ont été la clef de la localisation de Ben Laden. C'est faux. »
Aux États-Unis, Zero Dark Thirty a été à la fois salué et critiqué pour sa représentation de la torture comme méthode d'interrogation,,.

## Distinctions
| Année/Date       | Distinction                                       | Catégorie                                                                            | Nom                                                                                 | Résultat   |
| ---------------- | ------------------------------------------------- | ------------------------------------------------------------------------------------ | ----------------------------------------------------------------------------------- | ---------- |
| 2012             | Black Film Critics Circle                         | Meilleur film                                                                        | Zero Dark Thirty                                                                    | Lauréat    |
| 2012             | Black Film Critics Circle                         | Meilleur réalisateur                                                                 | Kathryn Bigelow                                                                     | Lauréat    |
| 2012             | Black Film Critics Circle                         | Meilleure actrice                                                                    | Jessica Chastain                                                                    | Lauréat    |
| 2012             | Black Film Critics Circle                         | Top 10 des meilleurs films                                                           | Zero Dark Thirty                                                                    | Lauréat    |
| 3 décembre 2012  | New York Film Critics Circle Awards               | Meilleur film                                                                        | Zero Dark Thirty                                                                    | Lauréat    |
| 3 décembre 2012  | New York Film Critics Circle Awards               | Meilleur réalisateur                                                                 | Kathryn Bigelow                                                                     | Lauréat    |
| 3 décembre 2012  | New York Film Critics Circle Awards               | Meilleure photographie                                                               | Greig Fraser                                                                        | Lauréat    |
| 3 décembre 2012  | New York Film Critics Circle Awards               | Meilleur scénario                                                                    | Mark Boal                                                                           | 3e place   |
| 3 décembre 2012  | New York Film Critics Circle Awards               | Meilleure actrice                                                                    | Jessica Chastain                                                                    | 4e place   |
| 3 décembre 2012  | New York Film Critics Online Awards               | Meilleur film                                                                        | Zero Dark Thirty                                                                    | Lauréat    |
| 3 décembre 2012  | New York Film Critics Online Awards               | Meilleur réalisateur                                                                 | Kathryn Bigelow                                                                     | Lauréat    |
| 3 décembre 2012  | New York Film Critics Online Awards               | Meilleur scénario                                                                    | Mark Boal                                                                           | Lauréat    |
| 7 décembre 2012  | Boston Online Film Critics Association            | Meilleur film                                                                        | Mark Boal, Kathryn Bigelow, Megan Ellison                                           | Lauréat    |
| 7 décembre 2012  | Boston Online Film Critics Association            | Meilleur réalisateur                                                                 | Kathryn Bigelow                                                                     | Lauréat    |
| 7 décembre 2012  | Boston Online Film Critics Association            | Meilleure actrice                                                                    | Jessica Chastain                                                                    | Lauréat    |
| 7 décembre 2012  | Boston Online Film Critics Association            | Meilleur montage                                                                     | William Goldenberg and Dylan Tichenor                                               | Lauréat    |
| 9 décembre 2012  | Boston Society of Film Critics Awards             | Meilleur film                                                                        | Zero Dark Thirty                                                                    | Lauréat    |
| 9 décembre 2012  | Boston Society of Film Critics Awards             | Meilleur réalisateur                                                                 | Kathryn Bigelow                                                                     | Lauréat    |
| 9 décembre 2012  | Boston Society of Film Critics Awards             | Meilleure montage                                                                    | Dylan Tichenor, William Goldenberg                                                  | Lauréat    |
| 10 décembre 2012 | WAFCA Awards                                      | Meilleur film                                                                        | Zero Dark Thirty                                                                    | Lauréat    |
| 10 décembre 2012 | WAFCA Awards                                      | Meilleur réalisateur                                                                 | Kathryn Bigelow                                                                     | Lauréat    |
| 10 décembre 2012 | WAFCA Awards                                      | Meilleure actrice                                                                    | Jessica Chastain                                                                    | Lauréat    |
| 10 décembre 2012 | WAFCA Awards                                      | Meilleur scénario original                                                           | Mark Boal                                                                           | Nomination |
| 10 décembre 2012 | WAFCA Awards                                      | Meilleure distribution                                                               | Zero Dark Thirty                                                                    | Nomination |
| 10 décembre 2012 | WAFCA Awards                                      | Meilleure photographie                                                               | Greig Fraser                                                                        | Nomination |
| 11 décembre 2012 | San Diego Film Critics Society                    | Meilleur film                                                                        | Kathryn Bigelow, Mark Boal, & Megan Ellison                                         | Nomination |
| 11 décembre 2012 | San Diego Film Critics Society                    | Meilleur réalisateur                                                                 | Kathryn Bigelow                                                                     | Nomination |
| 11 décembre 2012 | San Diego Film Critics Society                    | Meilleure actrice                                                                    | Jessica Chastain                                                                    | Nomination |
| 11 décembre 2012 | San Diego Film Critics Society                    | Meilleur montage                                                                     | William Goldenberg, Dylan Tichenor                                                  | Nomination |
| 12 décembre 2012 | Las Vegas Film Critics Society Awards             | Meilleur montage                                                                     | William Goldenberg, Dylan Tichenor                                                  | Lauréat    |
| 12 décembre 2012 | Las Vegas Film Critics Society Awards             | Meilleur film                                                                        | Zero Dark Thirty                                                                    | 2e place   |
| 16 décembre 2012 | AAFCA Awards                                      | Meilleur film                                                                        | Zero Dark Thirty                                                                    | Lauréat    |
| 16 décembre 2012 | AAFCA Awards                                      | Top 10 des meilleurs films                                                           | Zero Dark Thirty                                                                    | Lauréat    |
| 16 décembre 2012 | San Francisco Film Critics Circle                 | Meilleur réalisateur                                                                 | Kathryn Bigelow                                                                     | Lauréat    |
| 16 décembre 2012 | San Francisco Film Critics Circle                 | Meilleur scénario original                                                           | Mark Boal                                                                           | Lauréat    |
| 16 décembre 2012 | Satellite Awards                                  | Meilleur scénario original                                                           | Mark Boal                                                                           | Lauréat    |
| 16 décembre 2012 | Satellite Awards                                  | Meilleur film                                                                        | Zero Dark Thirty                                                                    | Nomination |
| 16 décembre 2012 | Satellite Awards                                  | Meilleur réalisateur                                                                 | Kathryn Bigelow                                                                     | Nomination |
| 16 décembre 2012 | Satellite Awards                                  | Meilleure actrice                                                                    | Jessica Chastain                                                                    | Nomination |
| 16 décembre 2012 | Satellite Awards                                  | Meilleur montage                                                                     | Dylan Tichenor, William Goldenberg                                                  | Nomination |
| 17 décembre 2012 | Chicago Film Critics Association Awards           | Meilleur film                                                                        | Zero Dark Thirty                                                                    | Lauréat    |
| 17 décembre 2012 | Chicago Film Critics Association Awards           | Meilleur réalisateur                                                                 | Kathryn Bigelow                                                                     | Lauréat    |
| 17 décembre 2012 | Chicago Film Critics Association Awards           | Meilleur scénario original                                                           | Mark Boal                                                                           | Lauréat    |
| 17 décembre 2012 | Chicago Film Critics Association Awards           | Meilleure actrice                                                                    | Jessica Chastain                                                                    | Lauréat    |
| 17 décembre 2012 | Chicago Film Critics Association Awards           | Meilleur montage                                                                     | Dylan Tichenor, William Goldenberg                                                  | Lauréat    |
| 17 décembre 2012 | Chicago Film Critics Association Awards           | Meilleur acteur dans un second rôle                                                  | Jason Clarke                                                                        | Nomination |
| 17 décembre 2012 | Chicago Film Critics Association Awards           | Meilleure photographie                                                               | Greig Fraser                                                                        | Nomination |
| 17 décembre 2012 | Chicago Film Critics Association Awards           | Meilleure musique d'accompagnement                                                   | Alexandre Desplat                                                                   | Nomination |
| 17 décembre 2012 | Chicago Film Critics Association Awards           | Top 10 des meilleurs films                                                           | Zero Dark Thirty                                                                    | Lauréat    |
| 17 décembre 2012 | Indiana Film Journalists Association Awards       | Meilleure actrice                                                                    | Jessica Chastain                                                                    | Lauréat    |
| 17 décembre 2012 | Indiana Film Journalists Association Awards       | Meilleur réalisateur                                                                 | Kathryn Bigelow                                                                     | 2e place   |
| 17 décembre 2012 | Indiana Film Journalists Association Awards       | Meilleur film                                                                        | Zero Dark Thirty                                                                    | Nomination |
| 17 décembre 2012 | St. Louis Film Critics Association Awards         | Meilleure actrice                                                                    | Jessica Chastain                                                                    | Lauréat    |
| 17 décembre 2012 | St. Louis Film Critics Association Awards         | Meilleur scénario original                                                           | Mark Boal                                                                           | Lauréat    |
| 17 décembre 2012 | St. Louis Film Critics Association Awards         | Meilleur film                                                                        | Kathryn Bigelow, Mark Boal, Megan Ellison                                           | Nomination |
| 17 décembre 2012 | St. Louis Film Critics Association Awards         | Meilleur réalisateur                                                                 | Kathryn Bigelow                                                                     | Nomination |
| 18 décembre 2012 | Austin Film Critics Association Awards            | Meilleur film                                                                        | Zero Dark Thirty                                                                    | Lauréat    |
| 18 décembre 2012 | Dallas-Fort Worth Film Critics Association Awards | Meilleur réalisateur                                                                 | Kathryn Bigelow                                                                     | Lauréat    |
| 18 décembre 2012 | Dallas-Fort Worth Film Critics Association Awards | Meilleure actrice                                                                    | Jessica Chastain                                                                    | Lauréat    |
| 18 décembre 2012 | Dallas-Fort Worth Film Critics Association Awards | Meilleur scénario                                                                    | Mark Boal                                                                           | Lauréat    |
| 18 décembre 2012 | Dallas-Fort Worth Film Critics Association Awards | Meilleur film                                                                        | Zero Dark Thirty                                                                    | 3e place   |
| 18 décembre 2012 | Florida Film Critics Circle Awards                | Meilleure actrice                                                                    | Jessica Chastain                                                                    | Lauréat    |
| 18 décembre 2012 | Nevada Film Critics Society Awards                | Meilleur réalisateur                                                                 | Kathryn Bigelow (partagé avec Ben Affleck pour Argo)                                | Lauréat    |
| 18 décembre 2012 | Phoenix Film Critics Society Awards               | Meilleur réalisateur                                                                 | Kathryn Bigelow                                                                     | Lauréat    |
| 18 décembre 2012 | Phoenix Film Critics Society Awards               | Meilleure actrice                                                                    | Jessica Chastain                                                                    | Lauréat    |
| 18 décembre 2012 | Phoenix Film Critics Society Awards               | Meilleur film                                                                        | Zero Dark Thirty                                                                    | Nomination |
| 18 décembre 2012 | Phoenix Film Critics Society Awards               | Meilleur scénario                                                                    | Mark Boal                                                                           | Nomination |
| 18 décembre 2012 | Phoenix Film Critics Society Awards               | Meilleur montage                                                                     | Dylan Tichenor, William Goldenberg                                                  | Nomination |
| 18 décembre 2012 | Phoenix Film Critics Society Awards               | Meilleure photographie                                                               | Greig Fraser                                                                        | Nomination |
| 20 décembre 2012 | National Board of Review Awards                   | Meilleur film                                                                        | Zero Dark Thirty                                                                    | Lauréat    |
| 20 décembre 2012 | National Board of Review Awards                   | Meilleur réalisateur                                                                 | Kathryn Bigelow                                                                     | Lauréat    |
| 20 décembre 2012 | National Board of Review Awards                   | Meilleure actrice                                                                    | Jessica Chastain                                                                    | Lauréat    |
| 20 décembre 2012 | Utah Film Critics Association Awards              | Meilleur film                                                                        | Zero Dark Thirty                                                                    | Lauréat    |
| 20 décembre 2012 | Utah Film Critics Association Awards              | Meilleure actrice                                                                    | Jessica Chastain (partagé avec Jennifer Lawrence pour Happiness Therapy)            | Lauréat    |
| 20 décembre 2012 | Utah Film Critics Association Awards              | Meilleur réalisateur                                                                 | Kathryn Bigelow                                                                     | 2e place   |
| 22 décembre 2012 | Women Film Critics Circle Awards                  | Meilleure réalisatrice                                                               | Kathryn Bigelow                                                                     | Lauréat    |
| 22 décembre 2012 | Women Film Critics Circle Awards                  | Meilleurs images féminines dans un film                                              | Zero Dark Thirty                                                                    | Lauréat    |
| 22 décembre 2012 | Women Film Critics Circle Awards                  | Meilleure représentation de l'égalité des sexes dans un film                         | Zero Dark Thirty                                                                    | Lauréat    |
| 23 décembre 2012 | Oklahoma Film Critics Circle                      | Meilleure actrice                                                                    | Jessica Chastain                                                                    | Lauréat    |
| 2013             | Critics' Choice Movie Awards                      | Meilleure actrice                                                                    | Jessica Chastain                                                                    | Lauréat    |
| 2013             | Critics' Choice Movie Awards                      | Meilleur montage                                                                     | William Goldenberg, Dylan Tichenor                                                  | Lauréat    |
| 2013             | EDA Awards                                        | Meilleur film                                                                        | Zero Dark Thirty                                                                    | Lauréat    |
| 2013             | EDA Awards                                        | Meilleur réalisateur                                                                 | Kathryn Bigelow                                                                     | Lauréat    |
| 2013             | EDA Awards                                        | Meilleure actrice                                                                    | Jessica Chastain                                                                    | Lauréat    |
| 2013             | EDA Awards                                        | Meilleur scénario original                                                           | Mark Boal                                                                           | Nomination |
| 2013             | EDA Awards                                        | Meilleure montage                                                                    | William Goldenberg, Dylan Tichenor                                                  | Lauréat    |
| 2013             | Vancouver Film Critics Circle                     | Meilleur film                                                                        | Zero Dark Thirty                                                                    | Lauréat    |
| 2013             | Vancouver Film Critics Circle                     | Meilleur réalisateur                                                                 | Kathryn Bigelow                                                                     | Lauréat    |
| 2013             | Vancouver Film Critics Circle                     | Meilleur scénario                                                                    | Mark Boal                                                                           | Lauréat    |
| 2013             | Vancouver Film Critics Circle                     | Meilleure actrice                                                                    | Jessica Chastain                                                                    | Lauréat    |
| 5 janvier 2013   | National Society of Film Critics                  | Meilleur film                                                                        | Mark Boal, Kathryn Bigelow, Megan Ellison                                           | Nomination |
| 5 janvier 2013   | National Society of Film Critics                  | Meilleur réalisateur                                                                 | Kathryn Bigelow                                                                     | Nomination |
| 5 janvier 2013   | National Society of Film Critics                  | Meilleure actrice                                                                    | Jessica Chastain                                                                    | Nomination |
| 5 janvier 2013   | National Society of Film Critics                  | Meilleure photographie                                                               | Greig Fraser                                                                        | Nomination |
| 7 janvier 2013   | OFCS Awards                                       | Meilleure actrice                                                                    | Jessica Chastain                                                                    | Lauréat    |
| 7 janvier 2013   | OFCS Awards                                       | Meilleur film                                                                        | Mark Boal, Kathryn Bigelow, Megan Ellison                                           | Lauréat    |
| 7 janvier 2013   | OFCS Awards                                       | Meilleur réalisateur                                                                 | Kathryn Bigelow                                                                     | Lauréat    |
| 7 janvier 2013   | OFCS Awards                                       | Meilleur scénario original                                                           | Mark Boal                                                                           | Nomination |
| 7 janvier 2013   | OFCS Awards                                       | Meilleur montage                                                                     | William Goldenberg, Dylan Tichenor                                                  | Nomination |
| 18 janvier 2013  | Iowa Film Critics Association Awards              | Meilleure actrice                                                                    | Jessica Chastain                                                                    | Lauréat    |
| 18 janvier 2013  | Iowa Film Critics Association Awards              | Meilleur film                                                                        | Zero Dark Thirty                                                                    | Nomination |
| 18 janvier 2013  | Iowa Film Critics Association Awards              | Meilleur réalisateur                                                                 | Kathryn Bigelow                                                                     | Nomination |
| 27 janvier 2013  | SAG Awards                                        | Meilleure actrice                                                                    | Jessica Chastain                                                                    | Nomination |
| 10 février 2013  | BAFTA/LA Awards                                   | Prix John Schlesinger Britannia Award de l'excellence artistique dans la réalisation | Kathryn Bigelow                                                                     | Lauréat    |
| 13 février 2013  | Golden Globes                                     | Meilleure actrice dans un film dramatique                                            | Jessica Chastain                                                                    | Lauréat    |
| 13 février 2013  | Golden Globes                                     | Meilleur film dramatique                                                             | Zero Dark Thirty                                                                    | Nomination |
| 13 février 2013  | Golden Globes                                     | Meilleur réalisateur                                                                 | Kathryn Bigelow                                                                     | Nomination |
| 13 février 2013  | Golden Globes                                     | Meilleur scénario                                                                    | Mark Boal                                                                           | Nomination |
| 17 février 2013  | Writers Guild of America Awards                   | Meilleur scénario original                                                           | Mark Boal                                                                           | Lauréat    |
| 24 février 2013  | Oscars du cinéma                                  | Meilleur montage de son                                                              | Paul N. J. Ottosson (partagé avec Per Hallberg et Karen Baker Landers pour Skyfall) | Lauréat    |
| 24 février 2013  | Oscars du cinéma                                  | Meilleur film                                                                        | Mark Boal, Kathryn Bigelow, Megan Ellison                                           | Nomination |
| 24 février 2013  | Oscars du cinéma                                  | Meilleure actrice                                                                    | Jessica Chastain                                                                    | Nomination |
| 24 février 2013  | Oscars du cinéma                                  | Meilleur scénario original                                                           | Mark Boal                                                                           | Nomination |
| 24 février 2013  | Oscars du cinéma                                  | Meilleur montage                                                                     | William Goldenberg, Dylan Tichenor                                                  | Nomination |
| 26 juin 2013     | Saturn Awards                                     | Meilleur film d'horreur                                                              | Zero Dark Thirty                                                                    | Nomination |
| 26 juin 2013     | Saturn Awards                                     | Meilleure actrice                                                                    | Jessica Chastain                                                                    | Nomination |
| 26 janvier 2014  | Grammy Awards                                     | Meilleure bande originale pour un média visuel                                       | Alexandre Desplat                                                                   | Nomination |